# Mouksou
Le Mouksou est une rivière du Tadjikistan qui coule dans la province autonome du Haut-Badakhchan. C'est un affluent du Sourkhob (nom donné au cours moyen du Vakhch) en rive gauche, donc un sous-affluent de l'Amou-Daria par le Vakhch. 
La rivière, globalement orientée d'est en ouest, draine les hauts sommets de la partie nord du Pamir. Son bassin est longé au nord par le chaînon Trans-Alaï qui a la même orientation est-ouest que le Muksu.
Sa longueur est de 88 kilomètres ; son bassin s'étend sur 7 070 kilomètres carrés.

## Affluent
- Le  Balandkiik (rive gauche) qui reçoit notamment les eaux de fonte du glacier Fedtchenko.

### Source
Certaines données sont reprises de la version en tchèque de Wikipédia : Muksu